# Jesus Trail
Der Jesus Trail (manchmal auch Jesusweg) ist ein 65 km langer Pilgerweg bzw. Wanderweg in Galiläa im Norden Israels. Er ist auf einer Strecke angelegt, auf der Jesus gegangen sein könnte, weil sie zahlreiche Stätten seines Lebens und Wirkens verbindet. Der Weg beginnt in Nazaret, der größten arabischen Stadt in Israel, und verläuft über Sepphoris, Kana (arab. Kafr Kanna), die Hörner von Hittim, die steilen Abhänge des  Berges Arbel, den See Genezareth, Tabgha, Kafarnaum und den Berg der Seligpreisungen. Ein optionaler Rückweg führt über Tiberias, vorbei am Jordan, den Berg Tabor und den Berg des Sturzes (Berg Praecipitium). Der Weg verbindet Stätten mit Bedeutung für Christen, Muslime, Juden und Drusen. Der Jesus Trail verläuft innerhalb der Grenzen Israels von 1967.

## Ursprung

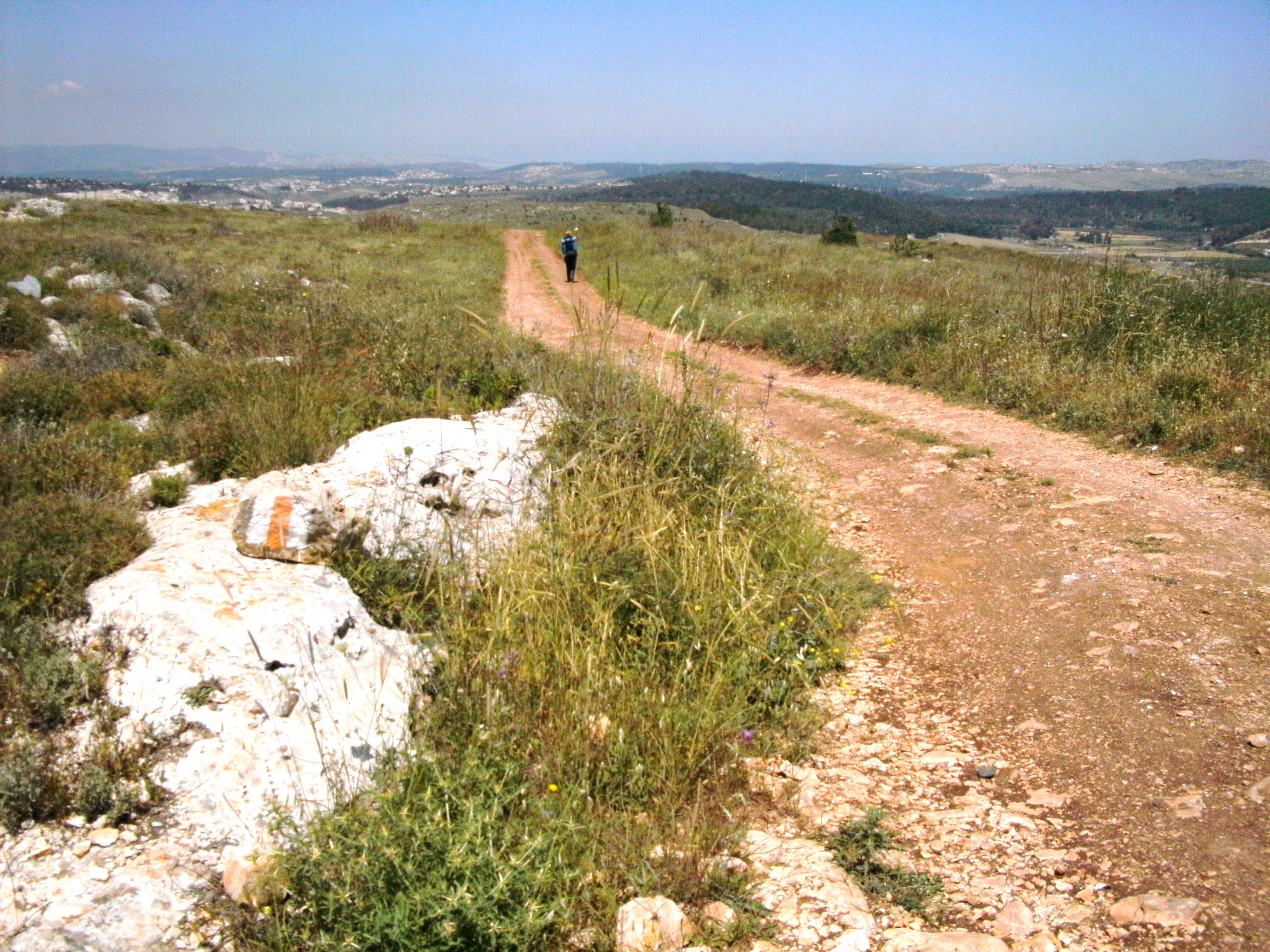
Kurz nach Nazaret (links im Bild ein Jesus-Trail-Wegmarker)

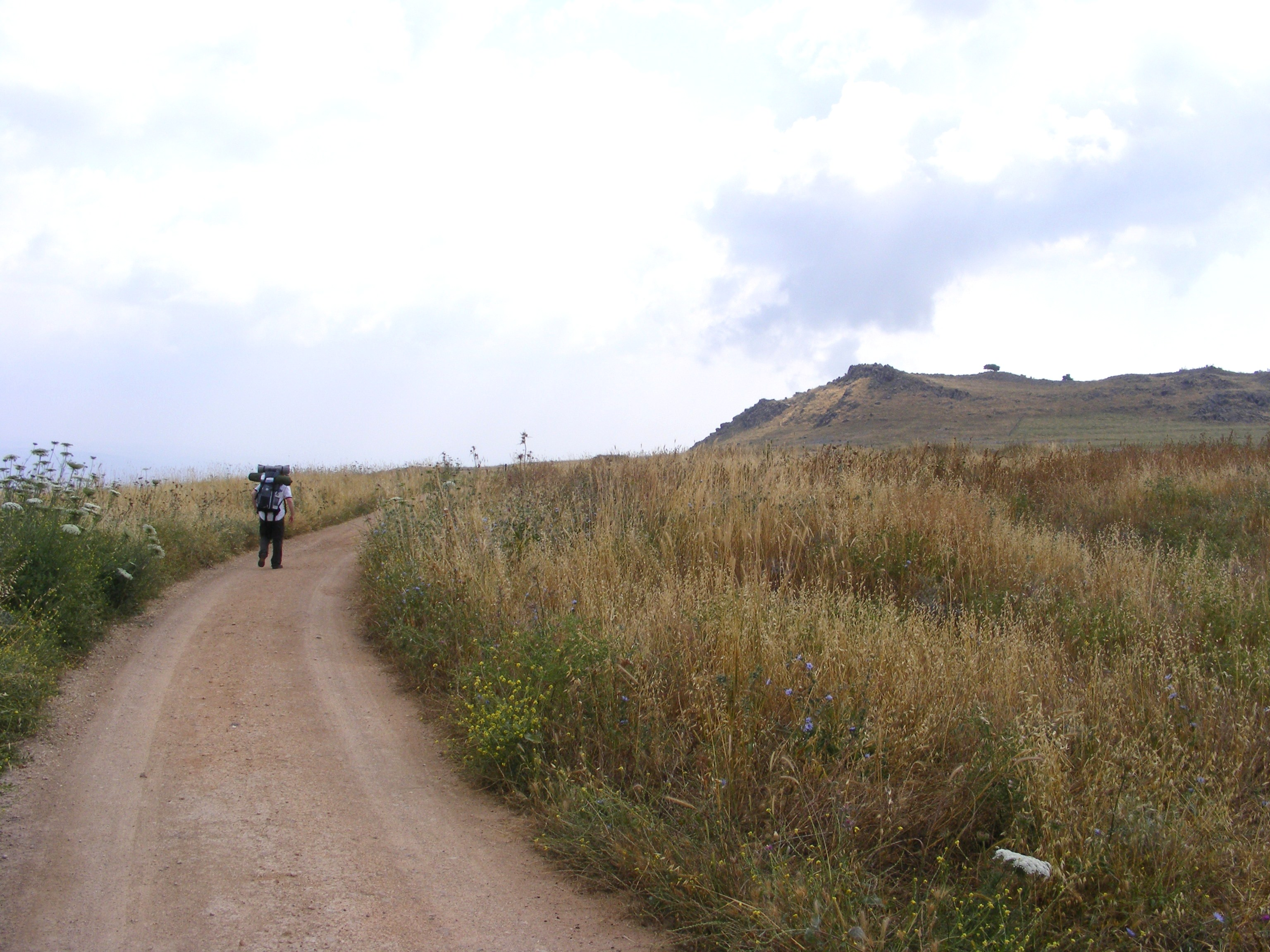
Vorbei an den Hörnern von Hittim

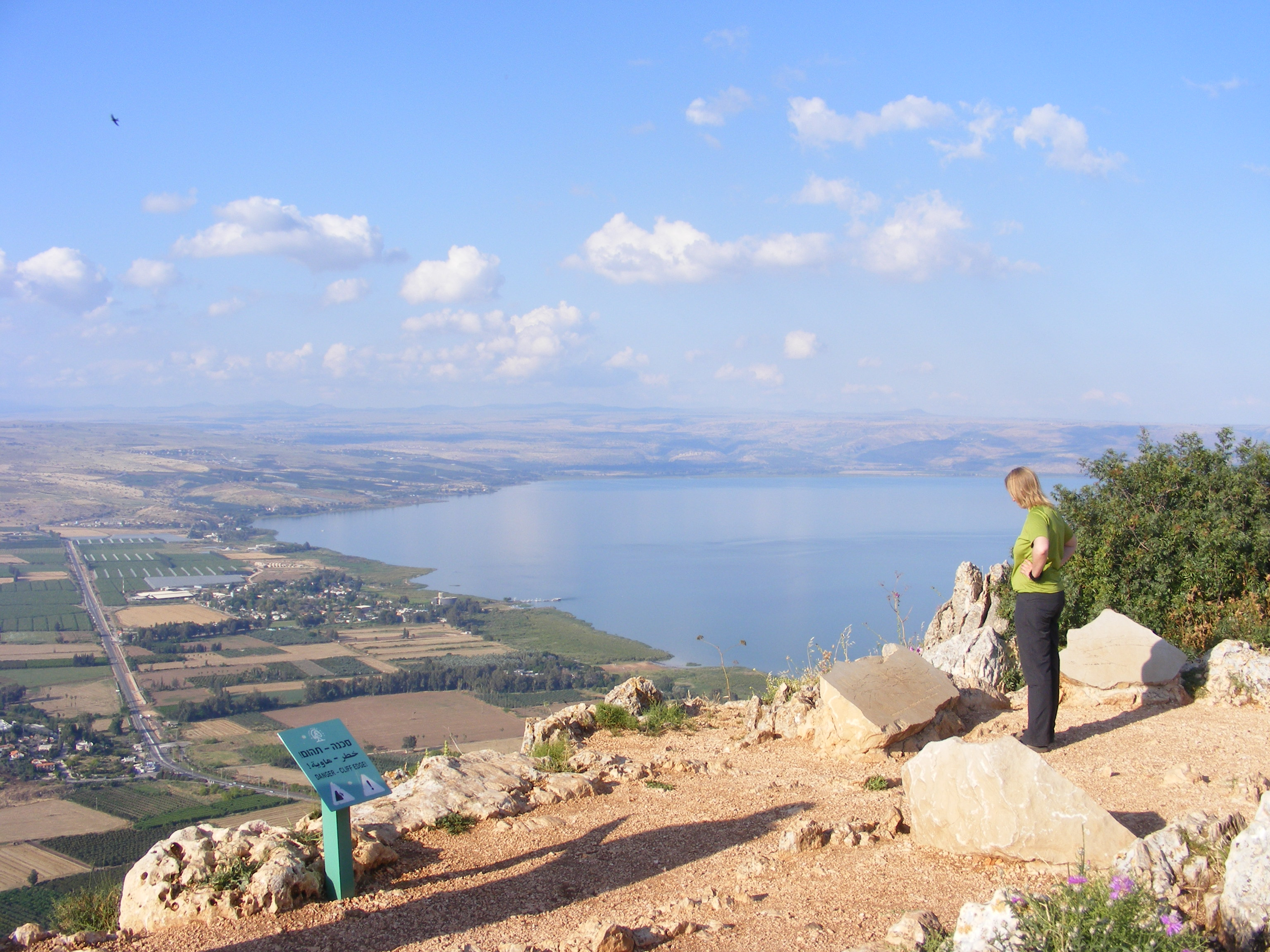
Blick auf den See Genezareth vom Berg Arbel

Der Jesus Trail wurde 2007 von zwei Wanderenthusiasten ins Leben gerufen, Maoz Inon, einem jüdisch-israelischen Unternehmer und Inhaber von Hostels und Unterkünften in Israel, und David Landis, einem christlich-amerikanischen Wanderexperten. Die Markierung erfolgte 2009. Aktuell fördert und verwaltet eine Gruppe von ehrenamtlichen Helfern den Weg als gemeinnütziges Projekt.
Der Wanderweg steht allen offen, und Campieren ist an vielen Stellen erlaubt. Markiert ist er mit einem Zeichen aus drei Streifen: Weiß, orange, weiß. Wenn Abschnitte des Weges mit anderen Wanderwegen wie dem Israel National Trail (INT) zusammenfallen, erscheint zusätzlich ein orangefarbener Kreis.
Die biblische Grundlage für den Jesus Trail ist ein Zitat aus dem Matthäusevangelium, dem zufolge Jesus zu Beginn seines Wirkens von seiner Heimatstadt Nazaret in den Bergen Galiläas nach Kafarnaum ging, einem Fischerdorf am Ufer des Sees Genezareth: „Er verließ Nazaret, um in Kafarnaum zu wohnen, das am See liegt.“ (Mt 4,13 )
Dort soll er dann erste Jünger, aber auch Frauen, um sich versammelt haben. Nach Mt 9,1  und Mk 2,1  war Kafarnaum „seine Stadt“.
Der Jesus Trail steht in der Tradition der klassischen Pilgerwege, zum Beispiel dem Jakobsweg in Nordspanien oder dem Paulusweg in der Türkei.

## Etappen
Landschaftlich betrachtet und von den Entfernungen her lässt sich der Weg in vier Tageswanderungen mit einer Länge von jeweils 13 bis 19 km unterteilen.

### Von Nazaret nach Kana über Sepphoris
Der Jesus Trail beginnt an der Verkündigungsbasilika im Zentrum der arabischen Stadt Nazaret, führt durch die kleine Altstadt von Nazaret und steigt über recht steile Treppen auf den Bergrücken am oberen Rand der Stadt an. Von dort führt er über Felder zu der antiken Stadt Sepphoris (hebr. Zippori) mit ihren ausgedehnten Ausgrabungen. Über das arabische Städtchen Mashad führt der Weg zur ebenfalls kleinen arabischen Stadt Kana (arab. Kafr Kanna) als dem Ort, an dem der neutestamentlichen Überlieferung zufolge Jesus Wasser in Wein verwandelt hat (Hochzeit zu Kana).

### Von Kana zum Kibbuz Lavi
Von Kana (arab. Kafr Kanna) aus führt der Weg meist an Wäldchen entlang und über natürliche und bewirtschaftete Felder bis zum Rand von Lavi, einer ländlichen jüdischen Kollektivsiedlung (hebr. Kibbuz), in deren Nähe sich die „Hörner von Hittim“ erheben.
Diese Etappe führt von Hügel zu Hügel, zunächst über die Hörner von Hittim mit weitem Blick über die Landschaft, vorbei an der drusischen Pilgerstätte von Nabi Schuʿaib im engen Arbel-Tal, durch eine beeindruckende Landschaft mit reicher Geschichte bis zum jüdischen Dorf Arbel, einer modernen landwirtschaftlichen Genossenschaft (hebr. Moschaw).

### Vom Moschaw Arbel nach Kafarnaum über den Berg der Seligpreisungen

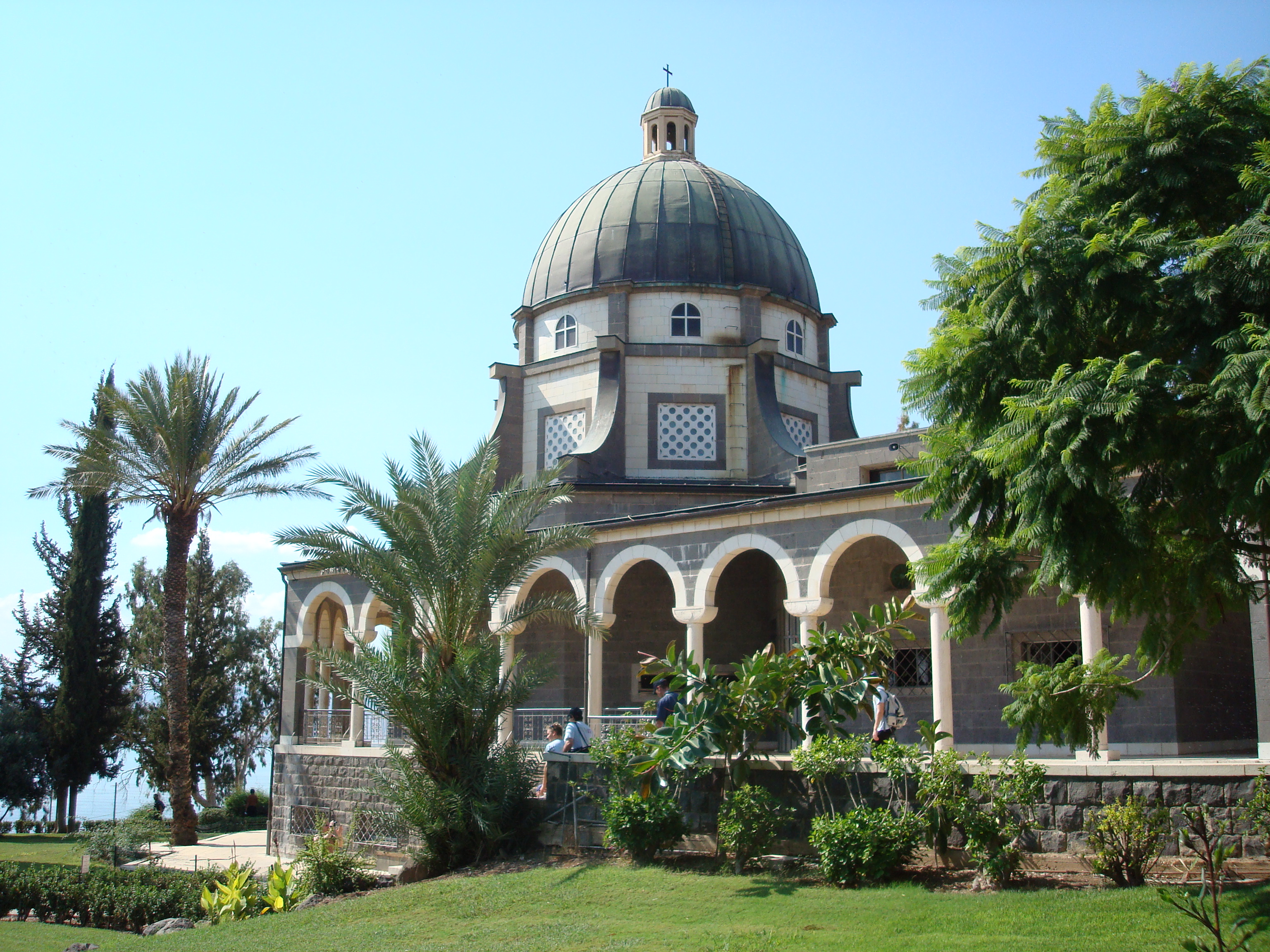
Berg der Seligpreisungen

Nach dem Aufstieg auf den Berg Arbel führt der Weg steil am Hang hinunter zu einer kleinen landwirtschaftlich genutzten Ebene am See Genezareth. Danach erreicht der Jesus Trail das Nordufer des Sees und die Brotvermehrungskirche in Tabgha, an der Jesus dem Neuen Testament zufolge die Fünftausend speiste. Danach führt er zur Kirche mit parkähnlicher Anlage am Berg der Seligpreisungen, an dem der Bergpredigt Jesu gedacht wird, bevor er am historischen Fischerdorf Kafarnaum mit seinen ausgedehnten Ausgrabungen und der modernen Kirche endet.